# Paul Strauss
Pour les articles homonymes, voir Paul Strauss (homonymie) et Strauss.
Paul Strauss, né le 23 septembre 1852 à Ronchamp (Haute-Saône) et mort le 22 février 1942 à Hendaye (Basses-Pyrénées), est un journaliste et homme politique français. Conseiller général, sénateur et ministre, durant toutes ces fonctions et pendant près de cinquante ans, il est toujours préoccupé par les questions sociales, de l'hygiène et de l'Assistance publique.
Il est directeur de la Revue philanthropique de 1887 à 1934, président de l'Association des journalistes républicains, à la suite de Arthur Ranc et vice-président du Conseil supérieur de l'Assistance publique.
Paul Strauss porte un vif intérêt aux questions sociales : protection de la mère et de l'enfant, ainsi que des personnes âgées ; habitat social ; hygiène et santé. Il inspire la loi du 12 avril 1906, parfois appelée loi Strauss, qui complète la loi Siegfried du 30 novembre 1894 sur les habitations à bon marché.

## Biographie

### Débuts
Paul Strauss est le fils d'Isidore Strauss (1819-1906), négociant drapier juif de la Haute-Saône, et de Zélie Schwob (1825-1908), de la famille Schwob d'Héricourt.
L'enfance de Paul Strauss est ignorée, puisqu'il reste très pudique sur cette période de sa vie, y compris dans ses mémoires (Souvenirs, 1934). Les premières informations connues débutent par sa montée à Paris en octobre 1869, qui représente une opportunité d'ascension sociale. Il reste à Paris jusqu'en juillet 1870.
L'engagement politique de Paul Strauss est précoce, liée à son arrivée à Paris, alors qu'il n'a que 17 ans et débute par la lecture de journaux d'opposition au Second Empire, notamment Le Réveil, La Marseillaise, Le Rappel et participe à plusieurs réunions publiques. Ce sont ces lectures qui forment son engagement politique, en écoutant notamment Adolphe Crémieux, Léon Gambetta et en rencontrant par exemple Gustave Courbet et Eugène Varlin, qui sont toutes des personnalités qui représentent une contestation au régime en place.
Lors de la journée du 4 septembre 1870, Paul Strauss est à Lure en vacances et exprime dans ses Souvenirs le regret de ne pas avoir été à Paris lors de cet évènement.
Cette apparition d'un engagement politique et de convictions politiques précoces, notamment la détestation du Second Empire, l'anticléricalisme et la défense de la liberté, entrent en contradiction avec un engagement de patriote. Malgré cela, il s'engage militairement dès l'âge de 17 ans lors de la Guerre franco-allemande de 1870. Le 19 octobre 1870, il est enrôlé dans la garde nationale de Lure. Cet engagement le conduit à effectuer des missions de reconnaissances en tenue civile, peu avant le Siège de Belfort, qui sont des échecs et il revient, lui et ses camarades, auprès de sa compagnie et est affecté à la défense de Besançon. C'est à ce moment qu'il raconte dans son récit Souvenirs, avoir rencontré Léon Gambetta et Giuseppe Garibaldi.
Le 18 novembre 1870, Paul Strauss rejoint, à sa demande, le 4e bataillon de la garde nationale de Haute-Saône et est promu au grade de Caporal-fourrier. L'ordre de retraite du Haut-Doubs le surprend. Il arrive, accompagné de ses camarades en Suisse, le 1er février 1871 et est désarmé. Il arrive malgré tout à s'évader et entreprend un long périple à pied et en train pour parvenir jusqu'à Lure. Il est alors contraint d'y rester, dans une commune sous domination allemande, car le sous-préfet refuse les passeports pour Paris.
« Hélas ! La Commune éclate, le sang coule, la guerre civile ajoute ses horreurs à celles de la guerre France-Allemagne  (Souvenirs, 1934, page 20) »
En mai 1871, il regagne Paris et découvre une ville sortant « des ruines fumantes des Tuileries, de la cour des Comptes, de l’Hôtel de Ville » (Souvenirs, page 38). Son récit témoigne d'un traumatisme de la Guerre et la Commune, il est parmi ceux qui considèrent Gambetta comme une « légende » ayant fondé la République.
Dès 1872, avec des étudiants, jeunes professeurs et apprentis journalistes, Paul Strauss participe à la création du journal mensuel La Joute, qui ne connaît que quelques numéros. Dans ce journal, de jeunes étudiants en droit ou en médecine, républicains et anticléricaux prônent l'amnistie, l'instruction obligatoire, le service égal pour tous. Ces revendications font écho avec le programme de Belleville de Léon Gambetta lors de son discours en 1869.
Paul Strauss débute en politique au sein des réseaux républicains. Il est de ceux qui ont eu le même parcours de vie et qui se côtoient, notamment la montée à Paris, la rédaction au sein de journaux républicains, la création de réseaux d'amitiés, une critique et un combat contre l'Empire. L'historien Jérôme Grévy nomme ces réseaux la « nébuleuse gambettiste », composé de six cercles de réseaux, plus ou moins proches, rassemblés autour de Léon Gambetta.
Il fréquente alors les cafés, lieu emblématique de la sociabilité des républicains, ou l'on discute et débat d'un article de journal, des débats parlementaires. Dans ses Souvenirs, Paul Strauss cite le Café Voltaire ou encore le Café Procope et nomme les cafés de la rive droite, fréquentés par le groupe gambettiste, comme la Brasserie des Martyrs, le Café de Madrid (...). La rive droite sera le lieu d'entrée au sein de la politique pour Paul Strauss, puisque comme l'évoque Jérôme Grévy, la « rive droite, la gare Saint-Lazare étant le point de départ et le point d’arrivée des trains des parlementaires », et le lieu des sociabilités de la classe politique républicaine.

### Condamnation et exil
Paul Strauss, le 30 août 1873, rejoint un corps d'infirmier afin de faire son service militaire par devancement d'appel. Il est alors, parallèlement, étudiant en médecine et engagé au sein du journalisme politique, et est poursuivi par le gouvernement à cause d'un article pour Le Radical. Cette poursuite du gouvernement s'inscrit dans la crise du 16 mai 1877 et amène le Gouvernement à user des moyens de pressions pour combattre les républicains.
Cet article, il le rédige et le signe le 26 mai 1877, sous le pseudonyme de « Paul Bouquet », car « strauss » en allemand signifie « bouquet ». Il est jugé et condamné par la 11e chambre correctionnelle de Paris pour « complicité dans les délits d’offense envers la personne du président de la République et d’apologie de faits qualifiés de crimes par la loi ».
Paul Strauss ne se présente pas à l'audience, il est déclaré déserteur par l'armée le 2 août 1877 et condamné à trois ans d'emprisonnement puis est radié le 2 février 1878. À la suite de cette condamnation, la publication du Radical est suspendue et Paul Strauss préfère fuir son pays qui le traque car républicain.
Il va fuir et s'exiler à Strasbourg, puis à Bruxelles. Durant cet exil, il entreprend l'écriture de son premier livre, publié en 1878, Le suffrage universel auprès de la librairie socialiste d'Henry Kistemaeckers.
Découpé en douze chapitres, cet ouvrage est une histoire du suffrage universel depuis la Révolution française, au sein duquel il développe l'idée que le suffrage universel reste indissociable de l'accomplissement de la République.
Notamment, il développe que l’instruction est primordiale car elle prépare la « diffusion des connaissances politiques » (Le suffrage universel, p.84) et que l'école républicaine, gratuite et obligatoire reste toujours un objectif, souhaitant un programme éducatif « purgé de tout élément métaphysique ou religieux » (p. 86).
Le reste de son expérience de l'exil n'est pas connue, il revient à Paris le 8 avril 1879, un an après la loi d'amnistie sur les délits de presse, adoptée par la Chambre des députés le 24 février 1878. Dès son retour, il se présente spontanément à l'armée et est écroué au sein de la maison d'arrêt et de correction (prison du Cherche-Midi) puis est condamné à une peine de trois ans de travaux publics pour désertion à l'étranger. Il est incarcéré pendant deux mois et demi puis libéré par une décision ministérielle, à la suite d'une lettre écrite au Ministre de la Guerre. Il est remis en liberté le 22 juin 1879 et libéré de ses obligations militaires en 1881.

### Carrière de journaliste
La fondation du journal La République française, le 7 novembre 1871, est un moment marquant pour le Parti républicain, lui permettant de résister aux tentatives de restaurations monarchiques et la carrière de journaliste de Paul Strauss.
Il fait ses premiers pars au sein de journaux « à risques », dans lesquels publient, sous pseudonymes, des exilés de la Commune et des républicains de gauche. Il est notamment rédacteur aux Droits de l'Homme (crée en février 1876) et au Radical.
C'est après son exil que sa carrière de journaliste parlementaire débute, dont la liberté est garantie par la loi du 29 juillet 1881.
Dès lors, Paul Strauss collabore et écrit dans de petits journaux tels que La Lanterne, Le Voltaire, Le XIXe siècle, Le Figaro.
Le 19 mars 1892, il crée le journal La Ville et, cinq ans plus tard, une autre revue consacrée à l’action sociale, La Revue philanthropique, qu’il dirigera jusqu’à la disparition du journal en décembre 1934.
Comme l'évoque l'historien Christian Delporte dans son ouvrage Les Journalistes en France (1880-1950), le journaliste parlementaire devient un reporter, le métier consiste à aller de cafés en cafés, au sein des salles de rédaction, d'aller chercher l'information. Paul Strauss fréquente la Chambre des députés, à la recherche d'informations, de rencontres, se rend à la tribune de la presse. Le rôle de journaliste parlementaire est alors essentiel car tous les journaux évoquent et commentent les actions du Gouvernement.

### Conseiller général

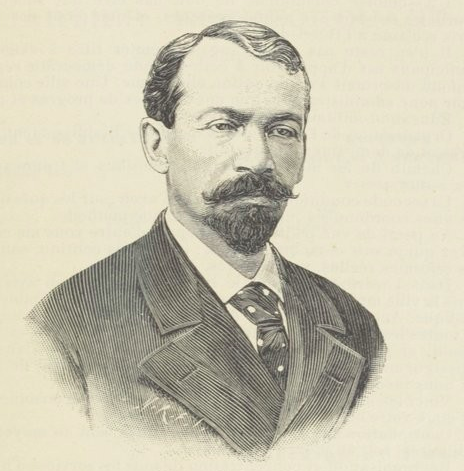
Paul Strauss, conseiller général, en 1895.

Aux élections de septembre 1883, Paul Strauss bénéficie du soutien de ses collègues journalistes. Le Petit Journal, à la veille du scrutin et à la demande de Pierre Waldeck-Rousseau, écrit un article extrêmement favorable à sa candidature.
Il est présenté par le comité d'Union républicaine et se réclame d'une aile modérée du radicalisme. Le texte de soutien du comité est publié dans le journal Le Siècle le 25 août 1883 : « Le comité de l’Union républicaine qui, en août 1881, désignant M. Ranc à vos suffrages, vous recommande aujourd’hui la candidature de M. Paul Strauss pour l’élection municipale […] ».
Le 23 août, au cours d’une réunion publique, le candidat présente les grandes lignes de son programme : la séparation de l’Église et de l’État, le service militaire obligatoire, la suppression des impôts indirects, toutes les mesures prônées par la mouvance radicale, inspiré par le Programme de Belleville.
Durant la campagne, plusieurs candidats, dont le candidat ouvrier, provoquent des polémiques au sujet de Paul Strauss, notamment le 24 août lors d'une réunion publique : « A-t-il dans le 9e arrondissement des intérêts qui soient les siens ? Non. Du reste, on sait que M. Paul Strauss est israélite. Il se moque de la séparation de l’Église et de l’État, de la grave question du budget des cultes, du Concordat, etc. Il est issu de parents allemands et il a des relations très étendues dans l’entourage de Bismarck ». Des attaques qui tentent d'assimiler le candidat à un étranger, de deux façons différentes, puisque « issu de parents allemands », son origine et « israélite », sa religion et serait donc lié à l'ennemi (l'Allemagne).
Le 1er septembre 1883, la veille du scrutin, le comité de soutien du candidat publie un dernier appel aux habitants du quartier de Rochechouart et répond aux attaques : « Chers concitoyens, Fidèles aux traditions de concorde et d’union qui ont fait la force et le succès du Parti républicain, nous avons eu à cœur, depuis le début de la période électorale, d’éviter toutes les polémiques personnelles. Nos adversaires n’ont pas cru devoir observer la même réserve : nous le regrettons pour eux ».
Élu conseiller général du 9e arrondissement de Paris (quartier de Rochechouart). Dès son élection, il se positionne au centre-gauche, entre les radicaux, les socialistes et les conservateurs. Il s'inscrit au sein de la minorité « opportuniste » du groupe des « républicains municipaux ».

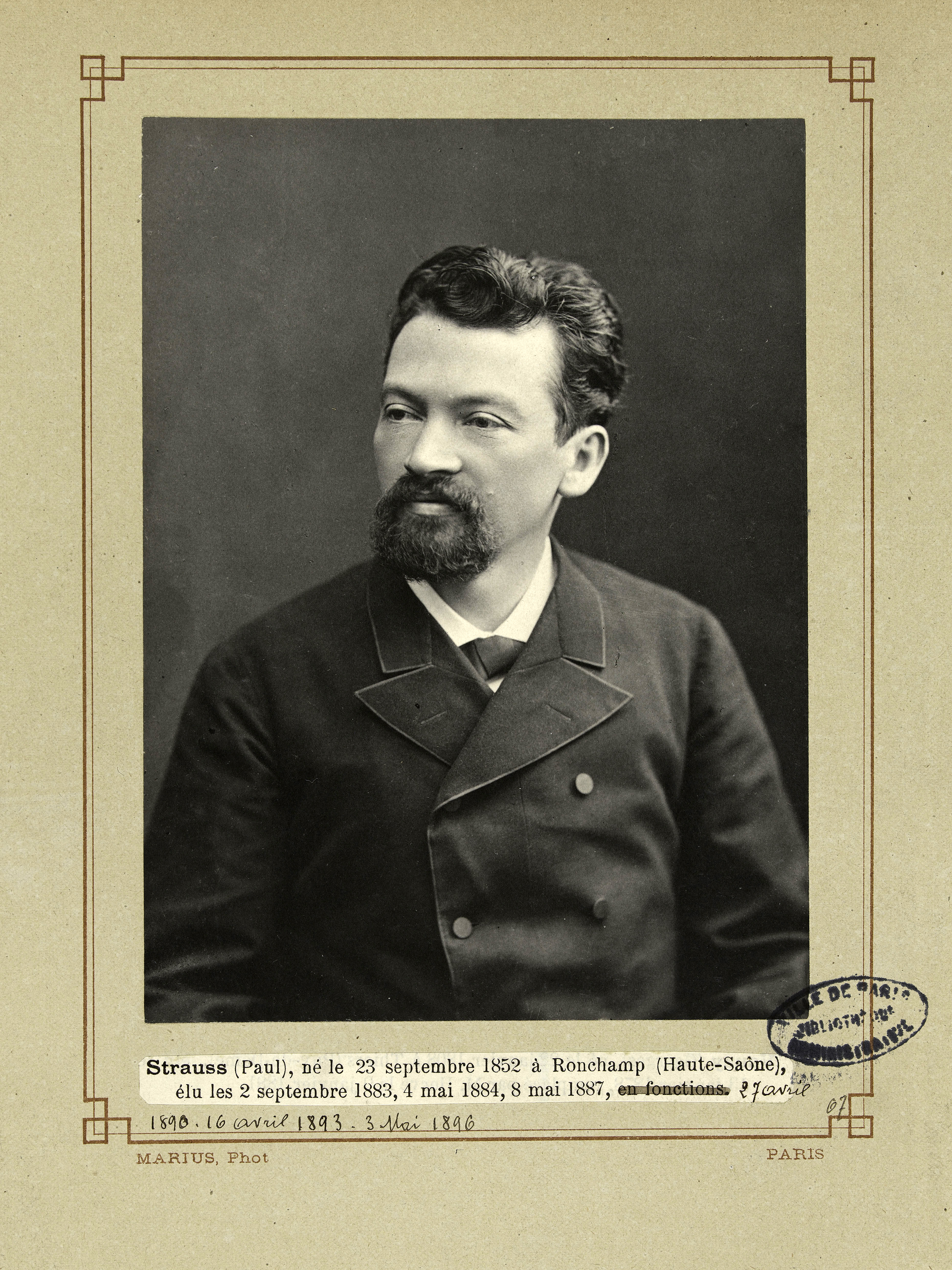
Paul Strauss, en 1890, conseiller général du IXème arrondissement de Paris (Rochechouart) de 1883 à 1897.

Il est réélu un an plus tard, le 27 avril 1884, dès le premier tour avec huit autres « opportunistes ». Après cette victoire, les radicaux seront moins virulents envers le conseiller et vont témoigner de positions positives à son égard dans Le Radical.
Lors des séances en 1884, où la question de la durée du travail est en discussion, il dépose un amendement limitant la durée du travail à 10 heures par jour et 6 jours par semaine, une position intermédiaire entre la proposition de 8 heures par jour et 48 heures par semaine, comme le demande Édouard Vaillant et la position libérale de certains conseillers.
Lors de cette même discussion sur le travail, il est partisan avec ses collègues, de l'ouverture d'un crédit de 50 000 francs à distribuer aux ouvriers sans travail mais vote contre une proposition socialiste qui vise à donner des crédits pour soutenir les grévistes des mines d’Anzin.
Après les élections de 1884, il est élu membre de la 8e commission (Assistance publique Mont-de-Piété, dont il deviendra le président en 1890), membre de la commission du budget (et secrétaire de celle-ci) et de la commission sanitaire municipale, dont il est à l'origine, à la suite d'une menace de choléra.
Son influence dépasse cette assemblée car il est élu Membre du Conseil supérieur de l'Assistance publique dès sa création en 1888. Il est aussi membre de la Société de médecine publique et de génie sanitaire depuis 1883. Il appartient à d'autres commissions, dont le Conseil d'hygiène publique et de salubrité du département de la Seine.
Paul Strauss intervient et débat sur tous les dossiers, tout semble l'intéresser, il affirme alors ses positions. Malgré tout, il va notamment se consacrer au dossier du Mont-de-piété (ancêtre du Crédit municipal), ce dossier va alors construire son expertise de la question de la réforme sociale. Grâce aux différents conseils et commissions, le conseiller général va obtenir une notoriété grâce à son expertise et ses positions sur les questions des finances, de la santé et de la protection sociale.
Grâce à ce succès aux précédentes élections municipales et à son expérience municipale, Paul Strauss se lance dans la campagne des élections législatives de 1885. Il se présente sous l'étiquette de « l’Alliance républicaine des comités radicaux et progressistes de la Seine » ou « comité Tolain ». La campagne est marquée par des discours du candidat radical concentré sur la question sociale, en insistant sur la « salubrité », enjeu essentiel pour le « bien-être des classes laborieuses ». Il se construit le profil d'un homme politique mélangeant question sociale et question sanitaire. Il échoue alors dès le premier tour, avec 30 000 voix selon Le XIXe siècle.
En mars 1891, il soutiendra le refus de jeter dehors toutes les personnes en situation de chômage étant reçus au sein des asiles temporaires, au coeur de l'hiver, majoritairement des ouvriers du bâtiments, du bois et des mécaniciens (...). Il souhaite malgré tout supprimer ces aides avec l'aide de l'administration et de la commission d'assistance lorsque des mesures pour enrayer le chômage auront été mises en place. Il défend une position intermédiaire sur la question sociale, le droit à l'assistance, sans pour autant défendre une vision libérale de l'économie.

#### Les sujets de prédilections: budget, hygiène et assistance
Les questions de budget et des finances est l'un des sujets qui préoccupe Paul Strauss au conseil municipal, selon lui, les dépenses « ordinaires » seraient excessives et il faudrait chercher de réels économies, mais il souhaite investir dans des projets à long terme. Il souhaite donc au maximum réduire les dépenses ordinaires mais investir dans des grands chantiers, tout particulièrement dans la santé. Il est rapporteur général du budget de 1889 à 1892 et établit des rapports annuels sur les emprunts. Jusqu'à la fin de son mandat municipal, Strauss reste attentif à la question des finances et son travail témoigne d'une volonté de combinaison des dépenses et recettes dans le budget général.
Sur l'hygiène et l'assistance publique, Paul Strauss en fait son sujet de prédilection et va intervenir très fréquemment sur divers sujets. Il s'intéresse particulièrement au tout-à-l'égout, la « toilette intime » de Paris et à la qualité de l'eau. Le « tout-à-l'égout » est un système moderne pour évacuer les matières fécales qui suppose l’amenée d’une grande quantité d’eau dans la ville et jusque dans chaque logement, avec une mise en place de cabinets d’aisances et l’installation de stations d’épuration à l’extérieur de la cité. C'est un sujet complexe que Strauss semble maitriser tout en étant attentif aux avancées techniques et aux recommandations des bactériologistes. Ainsi, il défend avec quelques autres conseillers, de prévoir des canalisations spéciales, qui recueilleraient les matières de vidange, un système du « tout-par-l’égout », en plus du tout-à-l'égout. Selon Fabienne Chevallier, ces questions sont la base d'un objectif de « démocratisation de l'hygiène du corps, garante de la santé publique ».
Le dernier sujet de prédilection de Strauss est la protection des mères et des enfants. Dès 1890, il propose de créer un « asiles municipaux pour femmes en couches et pour femmes enceintes ». La ville de Paris bénéficie alors d'un immeuble de la veuve de Ledru-Rollin, Strauss, au lieu de vendre cet immeuble, propose qu'il soit transformer en asile de convalescence pour les femmes en couches. Il va préparer un avant-projet avec un architecte de la Ville pour permettre de recevoir 200 femmes et faire une première tranche. La seconde tranche sera réalisée à la suite d'un vote de fonds à une institution qui bénéfice directement d'un grand succès. Il suggère aussi de créer, sur des terrains désaffectés du cimetière Montparnasse, rue Boulard, un asile-dortoir pour les femmes enceintes.
Selon Strauss, ce dispositif d'aide aux mères doit être complété par la création de plusieurs établissements en faveur des enfants. Il introduit notamment dans un rapport sur le budget de l'Assistance publique de 1891 les idées du pédiatre Gaston Variot. En prenant notamment modèle sur l'Angleterre, de créer des hôpitaux dispensaires, donc des consultations externes adossées à un hôpital. Il réclame une « réforme intégrale » de l'hospitalisation des enfants, ce qui aboutira en 1901 par la création de trois nouveaux hôpitaux pédiatriques avec des consultations. Ces hôpitaux vont pouvoir offrir tous les services modernes de la pédiatrie et de chirurgie.
Les enfants délinquants sont aussi une préoccupation du conseiller. Il se préoccupe ainsi des conditions de détention temporaire des enfants arrêtés dans la rue. Le 29 juin 1891, il dépose avec Georges Villain et Albert Pétrot, un ordre du jour invitant l'administration de l'Assistance publique à aménager, proche du Palais de justice, un local pour que ces enfants soient placés temporairement, « au lieu d’être mêlés, même pendant quelques jours à la foule des vagabonds et des voleurs qui encombrent le dépôt ». Sa proposition est adoptée. C'est dans cette même logique de préoccupation des enfants qu'il participe aux débats sur le service sanitaire de la prostitution à Paris. Ainsi, il ne voudrait qu'aucune fille mineure se livrant à la prostitution et étant suspectée d'être malade ne soit encartée des visites sanitaires dans le cadre pénitentiaire. C'est après une visite de la prison de Saint-Lazare, où il rencontre des jeunes filles de moins de 16 ans amenées pour des visites sanitaires, qu'il réclame qu'elles rentrent dans le services des enfants « moralement abandonnés ». Les propositions du conseiller sont adoptées. Il est donc un acteur et conseiller majeur sur l'amélioration des conditions et de prise en charge des enfants dans l'Assistance publique. Il acquiert une certaine autorité sur ces questions durant ses mandats.
Le 12 novembre 1897, à la suite de son élection de Sénateur de la Seine, il envoie sa démission au conseil municipal. Le Président rend hommage à « l’un des plus laborieux de notre assemblée » : « on ne perd pas sans regret un pareil collaborateur. Rappeler son œuvre au Conseil municipal est chose inutile ; chacun la connaît et elle n’est pas étrangère à sa nomination de sénateur […] En fait notre collègue ne nous quitte pas ; il reste l’un des nôtres […] ». En effet, il reste malgré tout, à sa demande, membre de commissions spéciales. Ainsi durant son mandat de sénateur, malgré la gestion des affaires nationales, il restera attaché à défendre la capitale et ses habitants, ce qui se démontre par l'exemple de la crue de la Seine de 1910. Paul Strauss va interpeller le Président du Conseil Aristide Briand sur ce que le Gouvernement va faire pour éviter le retour de tels inondations.

### Sénateur

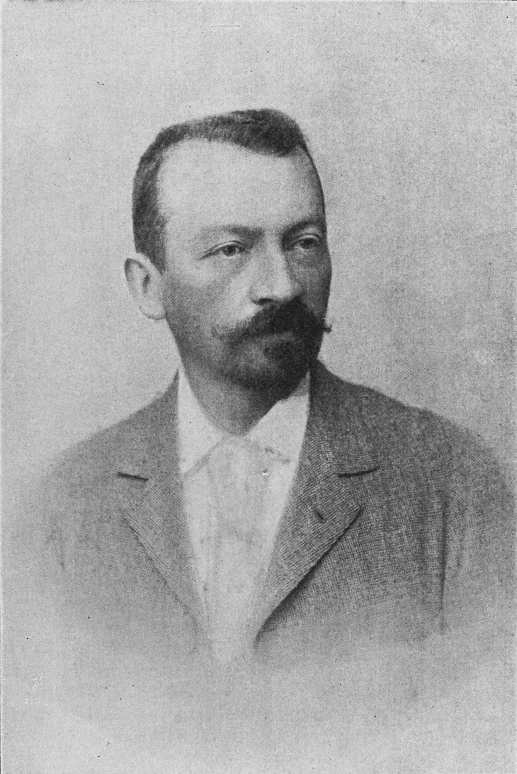
Paul Strauss, sénateur, en 1901.

Après ses échecs aux législatives de 1885, 1889 et 1893, il candidate en 1897 au Sénat et est élu à 45 ans. Paul Strauss va construire sa propre stratégie et philosophie politique, sans aucune affiliation à un parti politique, tout en gardant des conditions fermes : Un républicain laïque modéré travaillant sur les dossiers « sociaux ». Il est devenu un spécialiste dans l'Assistance publique et la protection de l'enfance.
La carrière et le profil sénatorial de Strauss est à la fois typique et atypique. Il a un profil typique car comme beaucoup d'autres sénateurs, il a commencé sa carrière politique à 31 ans, par des mandats locaux et est élu sénateur au bout de quatorze ans de mandat (la moyenne est de quinze ans). Son profil est aussi atypique car il est l'un des très rare parlementaires de la Seine protestant (quinze) et israélites (six) élus entre 1871 et 1936 ,.
Comme lorsqu'il était conseiller municipal, Paul Strauss est un sénateur actif avec une activité soutenue, prenant la parole sur des sujets très variés, déposant des propositions de loi, il rédige plus de 130 rapports, propose des pétitions, il est actif au sein des commissions, pose de nombreuses questions aux ministres. Il est membre de la commission de l'Armée pendant la Première Guerre mondiale (de 1914 à 1921), des affaires étrangères en 1917 et en 1920, et de l'hygiène de 1921 à 1935.
La première proposition de loi qu'il dépose, le 20 janvier 1898, porte sur une assistance obligatoire aux vieillards et aux femmes indigentes. La seconde, déposée le 5 juillet 1898 vise à supprimer la publicité des exécutions capitales, qui a pour objet d'interdire les exécutions en places publiques afin qu'elles soient appliquées au sein des prisons. La proposition de loi et ses amendements sont rejetés.

#### Un réformateur social au Sénat
Le sénateur Paul Strauss va se préoccuper de plusieurs questions sociales durant son mandat, telles que la cause des enfants (anormaux, maltraités), des vieillards, ou encore la condition ouvrière et la lutte contre l'avortement.
La question de la lutte contre l'avortement est particulière pour Paul Strauss, sa pensée s'inscrit dans une volonté de lutter contre la dépopulation, mais malgré tout s'inscrit face aux conservateurs, souhaitant une politique répressive, tandis que les radicaux font émerger la question sociale de l'avortement, et Strauss souhaite une politique de soutien face à la détresse et la misère des mères et des familles. La question de l'avortement émerge dans les années 1909 et 1910, notamment avec une proposition de loi du sénateur Odilon Lannelongue, souhaitant combattre la dépopulation par des mesures natalistes et luttant contre les célibataires et au même moment un projet de loi du Garde des Sceaux Louis Barthou, ayant pour objectif de modifier l'article 317 du code pénal qui réprime l'avortement. Après quelques années de débats calmés ou interrompus, la question reprend en 1914 lorsque la proposition de loi de Lannelongue, décédé en 1911, est reprise par Louis Barthou et Louis-Lucien Klotz et transformée en une loi de répression de l'avortement, de la propagande anticonceptionnelle et souhaitant surveiller les maisons d'accouchement.
C'est à ce moment que le discours de Paul Strauss se construit, et adopte avec d'autres radicaux tels que Paul Cazeneuve, un discours répressif, et en même temps un discours tenant compte de l'importance et de l'efficacité d'une assistance préventive et d'une politique sociale, souhaitant voir adopter l'indemnisation du congé de maternité, l'assistance aux familles nombreuses, des refuges-ouvroirs pour femmes enceintes (...).
Le débat sur la loi est interrompu par la guerre en 1914, malgré tout les discussions des articles reprennent dès le  24 janvier 1919 sur la dénonciation de l'avortement au mépris du secret médical. Les débats révèlent de profonde divergences, notamment la proposition de Cazeneuve qui souhaite une obligation du témoignage des médecins, tandis que Strauss s'y oppose fermement, selon lui la priorité est médicale. Finalement, il se rallie à un amendement « transactionnel », rédigé par Cazeneuve et Henry Chéron, actant la liberté du médecin de juger lui-même s'il doit témoigner d'un crime d'avortement. Cet amendement et l'ensemble de la proposition est adoptée le 28 janvier 1919. Ce ralliement de Paul Strauss à des propositions natalistes laisse entrevoir sa future action ministérielle sur le sujet.
En tant que vice-président du groupe interparlementaire « de la Prévoyance sociale de l’enfance et de l’adolescence », Paul Strauss se préoccupe de tous les dossiers concernant la protection de l'enfance, des enfants victime de violences, abandonnés ou handicapés. La première intervention du sénateur sur le sujet se solde par un échec lors d'un débat sur la répression des violences et des attentats commis sur les enfants qui conduira à la loi du 19 avril 1898, mais démontrant malgré tout l'expérience et l'engagement du futur ministre sur le sujet. Il propose un amendement, aux côtés de Théophile Roussel, ayant pour objectif de permettre à certaines associations de protection de l'enfance le droit de se porter partie civile. Il évoque que la puissance publique doit s'ouvrir aux associations afin de connaître les cas de violences, abus contre des enfants car celle-ci n'est pas capable de faire face et répondre à tous les cas. C'est un échec puisque l'amendement est refusé, malgré tout, cet échec sera déterminant pour le sénateur car celui-ci tire une leçon de ce débat parlementaire, ses propositions ne doivent pas émerger trop brusquement et il faut préparer l'opinion et les parlementaires aux nouvelles idées, notamment au travers de ses livres, articles et prises de paroles.

#### Un parlementaire de guerre (1915-1922)
Lorsqu'éclate la Première Guerre mondiale, Paul Strauss a soixante deux ans et ne peut se joindre aux combats. Malgré tout, il prend une part active aux évènements en tant que vice-président de la commission des Armées, chargé des problèmes de santé. C'est ce rôle qui va marquer son engagement durant la guerre. Sa femme, Renée, infirmière, devient cheffe de service de la salle d’opération à l’hôpital auxiliaire 117, au lycée Janson-de-Sailly à partir d’avril 1914. Elle occupera ce poste pendant toute la durée de la guerre, jusqu’en mai 1919.

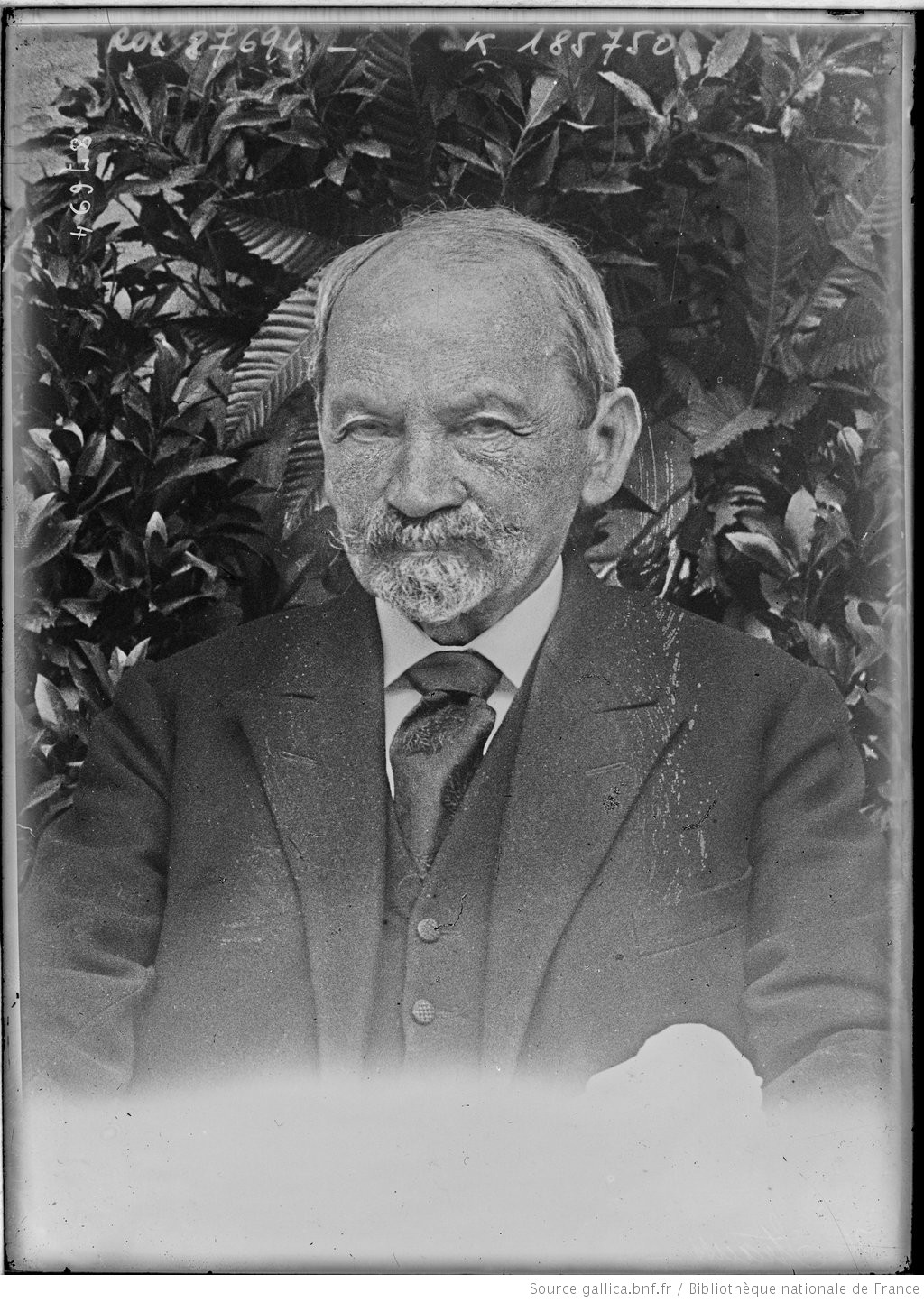
Paul Strauss en 1923.

Depuis le déclenchement de la guerre, le Parlement s'efface pendant plusieurs mois (d'août à décembre 1914) mais le Sénat se réunit à nouveau lors d'une séance extraordinaire les 22 et 23 décembre 1914. Au cours de ces deux séances, la Haute Assemblée décide de reprendre ses travaux en permanence et d'assurer un contrôle de la conduite de la guerre. Le Parlement se dote de différents moyens ; les auditions de membre du Gouvernement, rapports, réunion des commissions. Malgré cela, le travail législatif habituel continue ,.
Ainsi, la commission des Armées du Sénat est l'une des « grandes commissions ». Crée en 1891, elle est composée de 27 membres et 36 membres durant la guerre. La commission joue alors un rôle majeur, contrairement à celle de la Chambre des députés. Paul Strauss est nommé au sein de la commission au début de l'année 1915. Celle-ci se réunit plusieurs fois par semaine, parfois plusieurs fois par jour, avec des auditions ou réunions de groupes. Par exemple, la commission de l'Armée se réunit 113 fois en 1915 contre 75 fois pour la commission des Finances. Malgré le rythme soutenu, le sénateur est très assidu et ses absences sont très souvent justifiées ; notamment celles de septembre 1915 qui sont excusées par des missions sur le front. Malgré tout, Paul Strauss n'est pas le seul sénateur aussi actif au sein de la commission, l'historienne Fabienne Bock évoque des « sénateurs réellement actifs » et « activistes », appartenant pour la plupart au groupe de la Gauche démocratique.
Paul Strauss est élu vice-président de la commission avec 24 voix contre 25, lié à un remaniement à la suite du départ du président de la commission Georges Clemenceau. Lors de plusieurs séances en 1917 et 1918, le sénateur préside des séances en l'absence du président Louis Boudenoot et son premier vice-président Henry Chéron. Ce qui témoigne d'une position importante, presque centrale.
La commission de l'Armée du Sénat possède une méthode de travail particulière qui explique sa place importante ; tout les rapports des sénateurs doivent être soumis aux sous-commissions, comme celles de l'armement, du ravitaillement (...). Une sous-commission du service de santé de l'Armée est créée le 22 mars 1915, dont Paul Strauss est membre, tout comme au sein la sous-commission de l'aéronautique. Il rédige en tout 13 rapports dont 7 en 1916, ce qui est peu comparé à d'autres sénateurs, mais prend de nombreuses fois la parole au cours des séances, et sur tout les sujets.
En restant fidèle à ses sujets de prédilections, Paul Strauss s'occupe du dossier des maladies contagieuses. La prévention devient centrale et la guerre accélère la nécessité de lutter contre les maladies. Le moment est frappant sur la tuberculose et les maladies vénériennes . Paul Strauss va alors présenter un rapport sur le sujet ayant pour objectif de créer des services de vénérologie devant la commission du service de santé le 10 avril 1916. Les réactions sont multiples ; Henry Chéron évoque que le sujet est « extrêmement grave », que c’est un « péril national ». Paul Cazeneuve rejoint le constat de Paul Strauss et préconise qu'il faut « organiser des dispensaires où seraient reçus et soignés les militaires contaminés ». Le Sous-secrétaire d’État de la Guerre chargé du Service de Santé militaire Justin Godart, évoque quant à lui que « cela est un peu ridicule et absolument inefficace. Il faudrait avoir le courage de parler aux jeunes gens de la syphilis, de leur indiquer les moyens de s’en prévenir dans la mesure du possible. ».
La position de Strauss est renouvelée lors de la remise d'un second rapport sur le même sujet en janvier 1917, le « péril vénérien » est imminent et se propage auprès des militaires mais aussi au sein de la population civile. Au même moment, le sous-secrétaire d’État au service de santé militaire crée un plan de lutte ayant pour objectif de la prévention dans l'armée avec deux visites par mois pour chaque militaire, ou encore un traitement plus efficace des malades. Le rapport de Paul Strauss est adopté le 16 octobre 1918, celui-ci recommande la création de stations prophylactiques antivénériennes, ayant pour objectif de permettre aux soldats d'accéder à la toilette intime et d'accéder à des soins préventifs après un rapport sexuel,.
Dans l'immédiat de l'après-guerre, l'activité de Paul Strauss reste maintenue, de 1919 à 1922, le sénateur propose 3 lois, est rapporteur de 26 projets ou propositions de lois et intervient plus de 100 fois. En 1920, il devient vice-président de la commission de l'armée et membre de la commission spéciale Alsace-Lorraine et en 1921, président de la Commission de l’hygiène, de l’assistance, de l’assurance et de la prévoyance sociales.

### Ministre de l'Hygiène, de l'Assistance et des Prévoyance sociales

#### Nomination et mise en place du cabinet

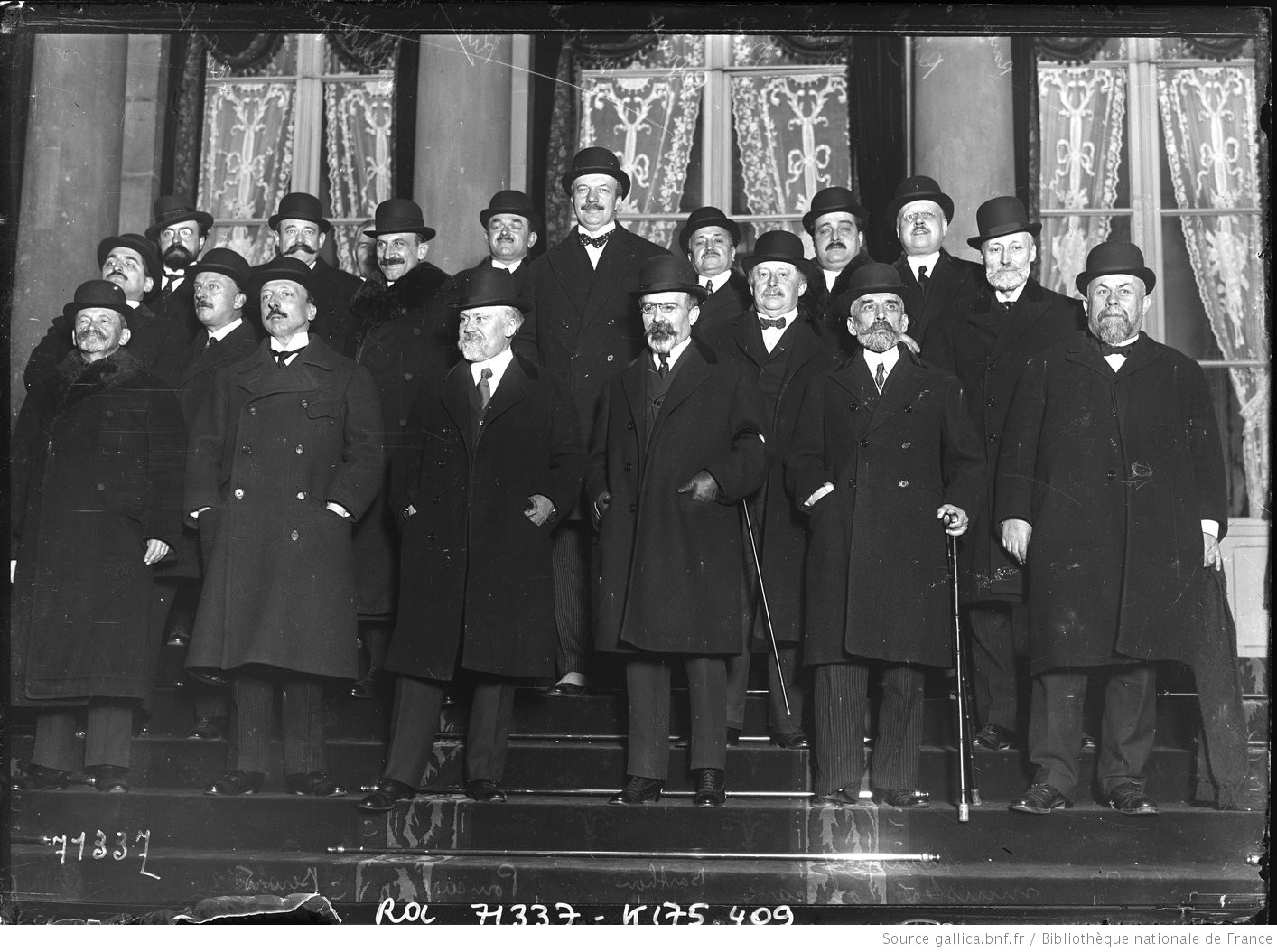
Paul Strauss tout à gauche au premier rang, lors de la photo officielle du deuxième Gouvernement Poincaré

La nomination de Paul Strauss au Ministère de l'Hygiène, de l'Assistance et des Prévoyance sociales s'inscrit dans un contexte particulier. Puisqu'en janvier 1922, comme l'évoque l'historien Serge Berstein, le Parti radical « adopte vis-à-vis du gouvernement Poincaré une attitude ambiguë située à mi-chemin de l’opposition et du soutien » . Ainsi, Édouard Herriot et Gaston Doumergue refusent d'entrer dans le cabinet de Poincaré. Le Parti radical consulte les groupes de la Chambre des députés et du Sénat et leurs membres refusent une participation au Gouvernement. À la dernière minute, Alexandre Bérard, un sénateur radical, décline l'offre d'un portefeuille mélangeant Travail et Hygiène et c'est dans ces circonstances que Poincaré, le 15 janvier, propose au sénateur Strauss, inscrit au sein de la Gauche démocratique, le portefeuille de l'Hygiène et des Assurances, qu'il accepte. Ce sera finalement trois membres du Parti radical qui vont accepter de rentrer dans le Gouvernement, contre l'avis de leur parti, Albert Sarraut, Strauss et Paul Laffont.
Dès le début de son ministère, Strauss met en place son cabinet et s'entoure de 10 personnes, dont 2 proches parents. Notamment René-Raoul Strauss, âgé de 57 ans, son directeur de cabinet ou encore Serge Veber, âgé de 24 ans, qui est son chef du secrétariat particulier c'est-à-dire sa plume, ils sont tous deux ses neveux. Le bureau du ministre est situé au 4 rue Saint-Romain dans le 6e arrondissement.

#### Les attributions et compétences du ministre

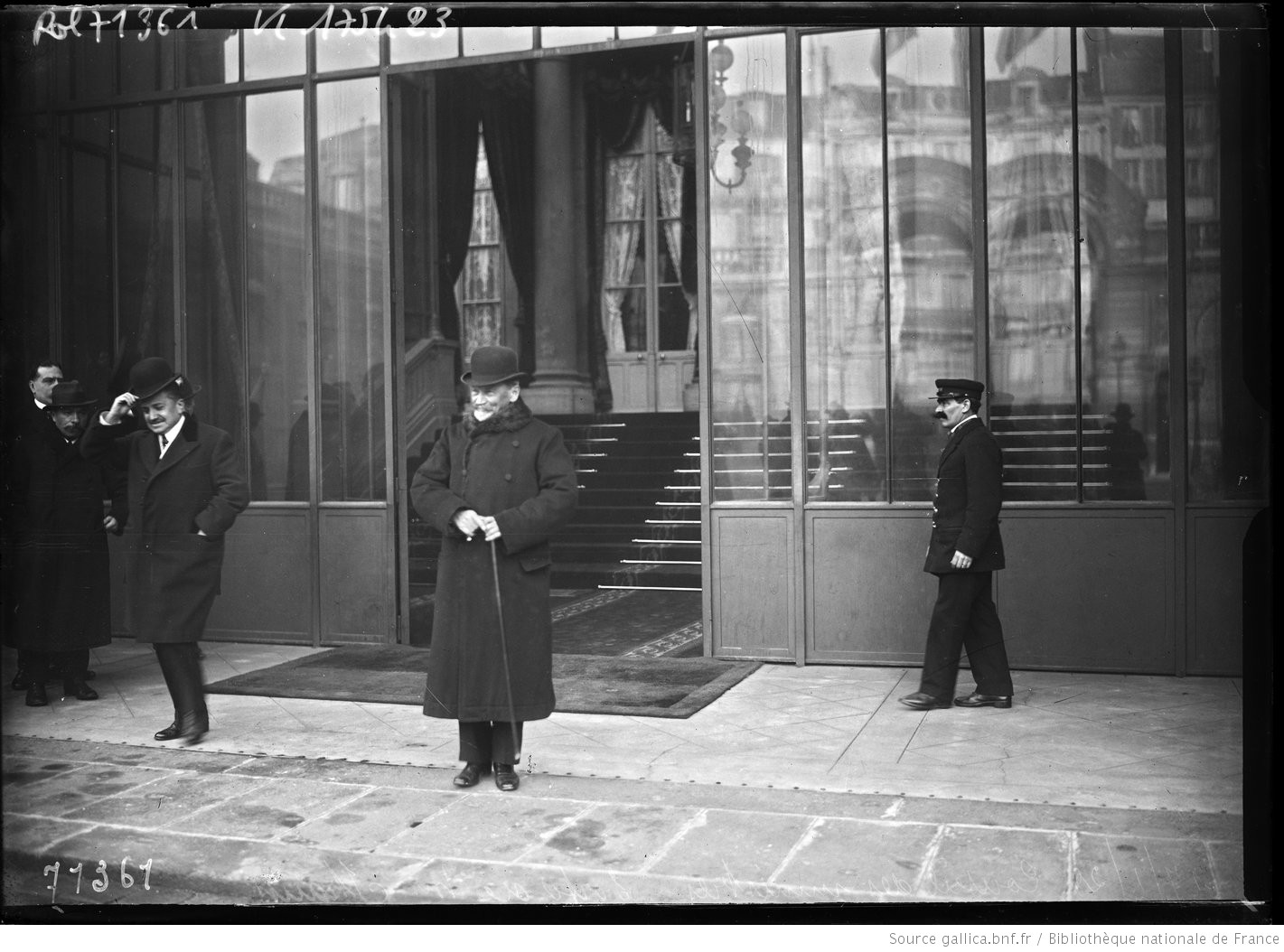
Sortie de Paul Strauss du Conseil des ministres en janvier 1922

Paul Strauss souhaite directement sauvegarder dans le périmètre de son ministère et de ses attributions la question de l'assistance publique et privée, la prévoyance et souhaite renforcer la question de la « santé publique », qui côtoie parfois l’« hygiène sociale ». Selon lui, ces deux composantes s'épaulent et se renforcent mutuellement.
Lorsque Paul Strauss était Président de la commission de l'hygiène, de l'assistance et de la prévoyance sociales au Sénat, celle-ci n'avait pas débattu l'attribution d'un ministère de « l’Hygiène ». Ça ne sera seulement lorsqu'il sera nommé ministre que la commission va discuter de cette question. Certains sénateurs seront alors favorables à un regroupement des services d'hygiènes des différents ministères au sein de celui de Strauss et d'autres souhaitent que le nouveau ministre ait simplement un droit de regard sur les questions d'hygiènes des autres ministères mais sans pouvoir d'actions. Ce débat dure jusqu'au 8 février 1920 et Paul Strauss eu du mal à construire un espace d'action sur les questions de santés.
Le rôle d'un ministre peut paraitre routinier, c'est-à-dire nommer, promouvoir et déplacer du personnel de l'administration, et qui s'accompagne de réponses aux questions écrites. Pourtant, Paul Strauss prend une liberté et va attribuer des décorations. Par le décret du 19 juillet 1923, il fait modifier la règle selon laquelle les propositions de médailles relatives à l’assistance, des épidémies et de l’hygiène doivent obligatoirement passer par des commissions spécifiques. Désormais, le ministre peut décorer et attribuer des médailles sans aucun contrôle de ces mêmes commissions. Ainsi, Strauss va décorer de nombreux docteurs en médecine, notamment ceux qui ont développé la radiothérapie et la protection de l'enfance, comme le docteur Mafran, connu pour son action dans la médecine infantile, catholique conservateur qui se voit octroyer la décoration de Commandeur de la légion d'honneur, ou encore des religieuses et femmes à l'origine de fondations, telles que Marie-Thérèse Budin, nommée chevalier et créatrice de la Fondation Budin.

#### L'action du ministre
La première action de Paul Strauss est de renforcer les lois déjà existantes, avec notamment le lancement de plusieurs enquêtes pour faire un état des lieux pour préparer des circulaires. Par exemple, une enquête qui a pour objectif un recensement et d'observer l'activité des laboratoires de bactériologie et d'hygiène sociale, en mai 1922. Le 9 janvier 1922, Paul Strauss transmet aux préfets une circulaire ayant pour objectif de mener une enquête sur le fonctionnement des institutions d'assistance publique, de bienfaisance privée et d'hygiène sociale, et de mener un recensement des établissements selon les départements. Le 8 novembre 1923, le ministre adresse une circulaire aux préfets, qui dresse un état des lieux quantitatif des « services de solidarité nationale » établi par l'enquête. Le texte fait état de 1860 hôpitaux ou hospices, 82 asiles d'aliénés, 22 000 bureaux de bienfaisance, 17 bureaux municipaux d'hygiène (...) et évoque la responsabilité de l'État, des communes et des départements de veiller à la bonne marche de ces institutions.
Paul Strauss va se préoccuper de plusieurs facettes de l'hygiène sociale, c'est-à-dire la dépopulation, la puéricultrice, l'assistance sociale, les mendiants, les habitations à bon marché (...). Ces préoccupations vont le conduire à publier plusieurs livres ; L’Enfance malheureuse, 1901 ; Dépopulation et puériculture, 1902 ; La loi sur la protection de la santé publique, 1902 (avec Filassier) ; Assistance sociale, pauvres et mendiants, 1903 ; La croisade sanitaire, 1903 ; Les habitations à bon marché, 1905 ; Le foyer populaire, 1913.
Paul Strauss mène d'autres actions innovantes, telles qu'une réunion qui a lieu deux fois par an au ministère, une commission sanitaire interministérielle avec des fonctionnaires, et des représentants des ministères des Affaires étrangères, de la Guerre, de la Marine et des Colonies. Les participants échangent des renseignements sur les questions liées à la santé publique et sur la coordination des mesures.

#### Le temps ordinaire d'un ministre

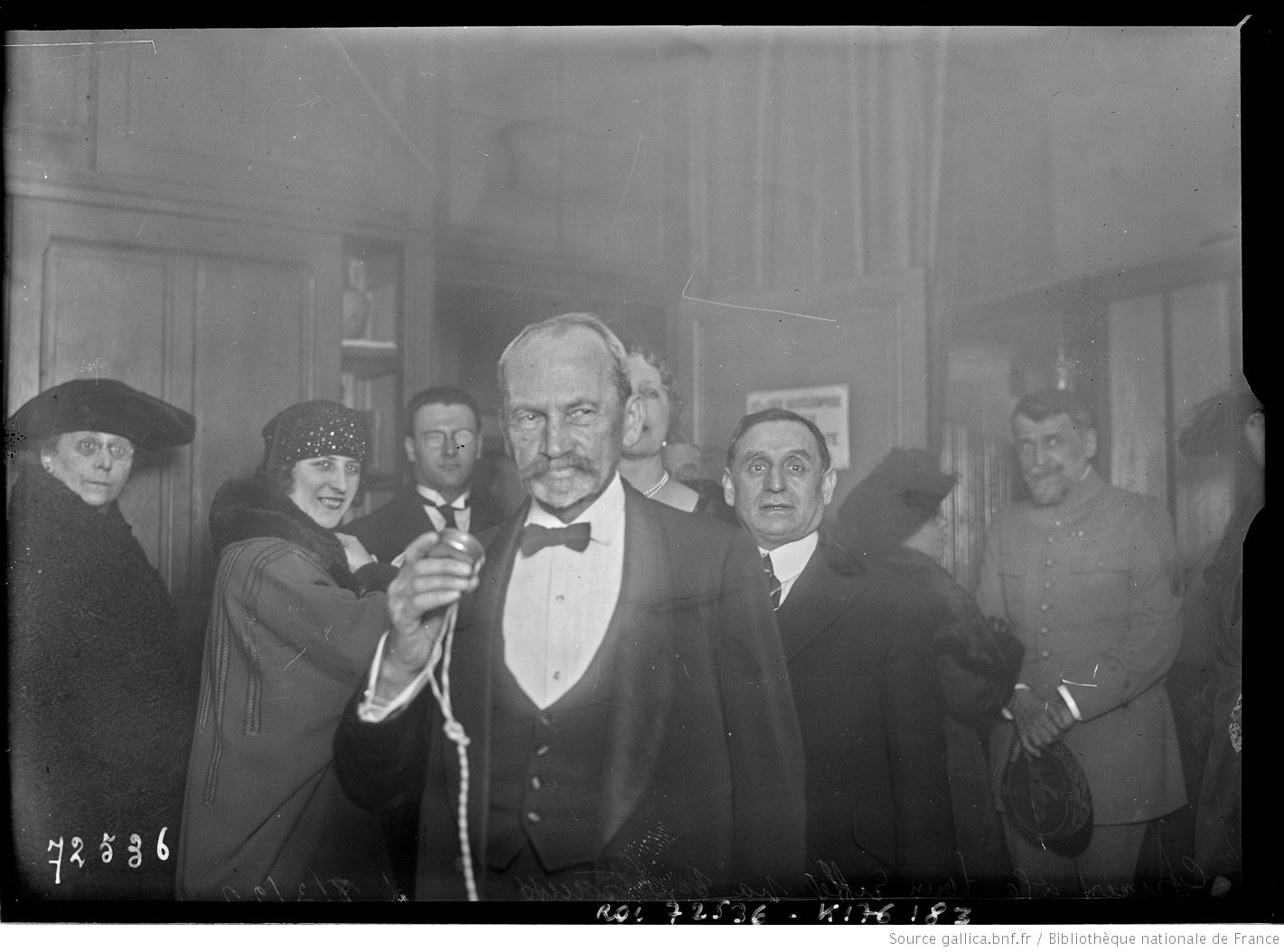
Paul Strauss, ministre de l'Hygiène à un concert par TSF à la Tour Eiffel

Durant son expérience ministérielle, Strauss va parcourir la France pour faire connaitre l'activité et les compétences d'un ministère encore nouveau. Le ministre va assister à la réunion de rentrée du conseil supérieur de l'Assistance publique dont il est membre depuis sa création en 1889. Il y prononcera son premier discours officiel le 25 janvier 1922, insistant sur une organisation méthodique du secteur privé et formule le vœu d'obtenir rapidement le vote du Parlement sur des lois concernant le contrôle des établissements et la bienfaisance privée. C'est ainsi que tout au long de sa fonction de ministre, Strauss ira chaque année aux sessions du conseil supérieur afin de rendre compte de son action sur l'Assistance publique.
Le 9 septembre 1922, le ministre est à Biarritz pour inaugurer un préventorium qui va recevoir des fillettes des régions libérées. Un mois plus tard le ministre inaugure à Rouen une exposition de l’Office d’hygiène sociale de la Seine-Inférieure. Au cours des années 1923 et 1924, Paul Strauss se rend à Nantes, Marseille, Lyon, Bruxelles (...) pour inaugurer divers établissements, ces visites et déplacements rendent compte d'une mise en place et d'une reconnaissance progressive par le Ministre de ces institutions. Dans le même temps, cela permet au ministre de conforter les attributions ministérielles sur l'assistance et la bienfaisance, l'hygiène sociale, la mutualité.
Les archives de René-Raoul Strauss démontrent que le ministre a délégué certains discours et déplacements à son directeur de cabinet pour des déplacements moins importants. Paul Strauss honore sa présence uniquement lors des événements importants. Les archives démontrent un plus grand nombre de discours prononcés au nom du ministre plutôt que prononcé directement par Paul Strauss, néanmoins il semble les avoir presque tous supervisés et corrigés. Par exemple, René-Raoul Strauss se rend le 7 mai 1922 à la mairie du 6e arrondissement pour rencontrer les Secouristes français. Il évoque et salue cette « assemblée d’âmes d’élite unies dans un même élan d’altruisme ».

### Dernières années

#### Les derniers efforts et la reconnaissance
La fin de vie de Paul Strauss est marqué par le retour d'un combat qu'il a mené dans ses mandats, la volonté de renforcer l'égalité homme-femme et le droit de vote des femmes, tout en ayant une vision traditionnelle du rôle de la femme. Lors du retour au Sénat de la proposition de loi de Paul Dussaussoy, tendant à accorder aux femmes le droit de  vote dans les élections aux conseils municipaux, aux conseils d'arrondissement et aux conseils généraux, voté le 20 mai 1919 par la Chambre des députés, la Haute Assemblée, le 21 novembre 1922 refuse la discussion des articles de la proposition de loi. C'est le groupe de la Gauche démocratique qui a fait barrage contre le texte (32 pour et 115 contre), le Gouvernement s'étant déclaré neutre, néanmoins, sur les 6 sénateurs qui composent le second cabinet Poincaré, 4 d'entre eux vont voté pour l'examen des articles, notamment Poincaré lui-même, Flaminius Raiberti, Henry Chéron et Paul Strauss,.
Le 12 janvier 1933, Paul Strauss est élu vice-président du Sénat, fonction qu'il occupera jusque 1936, l'année de l'échec de sa réélection. Sa femme, Renée Bernard, âgée de 62 ans, décède le 24 octobre 1933, des suites d'une maladie. Paul Strauss lui dédicace ses Souvenirs (1934, page 5), « À Renée Paul Strauss, ma femme tendrement aimée et trop tôt disparue ».
Le 22 mars 1934, une célébration pour les cinquante années de mandats publics de Paul Strauss a lieu à l'Hôtel de ville de Paris, c'est la commémoration des « noces d’or de Paul Strauss et de la politique », comme l'évoque son petit-neveu Gérard Strauss. Parmi les personnalités connues, il y a notamment Jules Jeanneney et Théodore Steeg et d'autres personnalités moins connues mais aux rôles importants, comme des conseillers municipaux, sénateurs, fonctionnaires, journalistes et médecins.
«  Je suis privé d’une chère présence. Celle qui a partagé ma vie pendant quarante-trois ans, c’est-à-dire pendant la plus grande partie de la durée de mes mandats […] n’est plus à mes côtés (Hommage de Paul Strauss à sa femme lors de la cérémonie à l'Hôtel de Ville) »

#### Mort
Paul Strauss meurt le 22 février 1942 à Hendaye.

### Vie privée

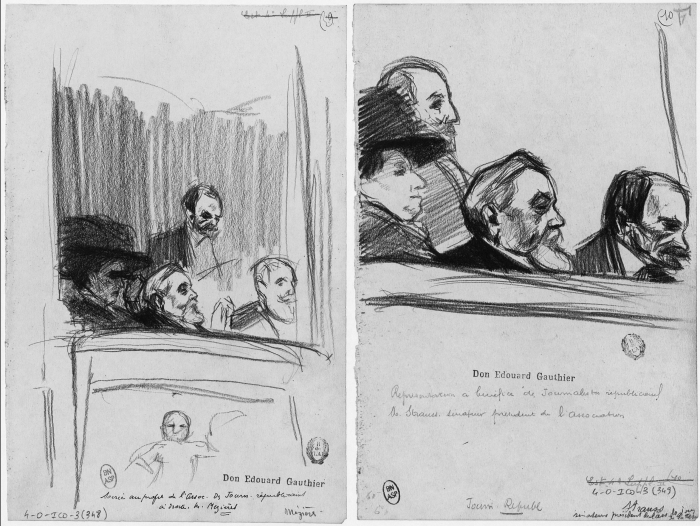
Strauss debout (premier dessin), et assis à droite au premier rang (deuxième dessin), avec Alfred Mézières et Armand Fallières à une représentation au bénéfice de l’Association des journalistes républicains.

Paul Strauss se marie à 37 ans avec Renée Bernard, sa cousine au huitième degré (née le 10 novembre 1868 à Besançon) le lundi 17 novembre 1890. Le mariage Bernard-Strauss a lieu et est célébré à la mairie du 8e arrondissement, lieu de résidence de l’épouse. Il est ensuite complété le même jour par une cérémonie religieuse à domicile. L'acte de mariage est établi à la synagogue de la Victoire, une synagogue ashkénaze de la bourgeoise parisienne, le mois de mariage (novembre) et le jour (lundi), correspondent aux prescriptions religieuses israélites et aux normes sociales de leur milieu,.
À la suite de l'élection au Sénat de Paul Strauss, le couple quitte le 9e arrondissement pour aller s'installer dans un appartement de l'Avenue de Wagram, dans le 17e arrondissement. Les Strauss emploient des domestiques ; deux en 1926, trois en 1931 et 1936. Notamment des femmes de chambre, « bonnes », cuisinière, et un chauffeur à partir de 1931.
Selon le Bottin mondain, Renée Strauss reçoit le mercredi sa famille et des amis, sans pour autant tenir un « salon », activité encore très à la mode au tournant du XXe siècle,.

## Œuvres et publications
- Le suffrage universel, Bruxelles, Librairie socialiste d'Henri Kistemaeckers, 1878.
- Paris ignoré, Paris, Quantin, 1892.
- L'enfance malheureuse, Paris, Charpentier, 1896.
- Assistance sociale, pauvres et mendiants, Paris, Alcan, 1901[71].
- Dépopulation et puériculture , Paris, Charpentier, 1901, Prix Fabien de l'Académie française.
- La croisade sanitaire, Paris, Charpentier, 1902.
- Le foyer populaire , Paris, Fasquelle, 1913.
- Pour la vie et la santé, Paris, Taillandier, 1910[72].
- Les Fondateurs de la République. Souvenirs, Paris, La Renaissance du livre, 1934.

Revues :
- La Revue philanthropique [fondateur et premier directeur] disponible en ligne

## Hommages
- Son nom a été donné à l'École de puériculture de Paris
- Son nom a été donné au centre régional de lutte contre le cancer d’Alsace situé à Strasbourg : le Centre Paul-Strauss.
- Il existe une rue Paul-Strauss dans le 20e arrondissement de Paris et  une à Ronchamp (Haute-Saône), sa ville natale.